# Międzynarodowy Festiwal Filmowy w Locarno
Międzynarodowy Festiwal Filmowy w Locarno (ang. Locarno International Film Festival) – coroczny międzynarodowy festiwal filmowy, odbywający się od 1946 we włoskojęzycznym mieście Locarno w Szwajcarii. Główną nagrodą dla najlepszego filmu w ramach przeglądu jest Złoty Lampart (Pardo d'oro). Festiwal jest organizowany w sierpniu, w plenerze na Piazza Grande z miejscami dla 8 tys. widzów.

## Polscy laureaci
Złotego Lamparta dla najlepszego filmu otrzymały trzy polskie produkcje: w 1971 Znaki na drodze w reżyserii  Andrzeja J. Piotrowskiego, w 1973 Iluminacja reż. Krzysztofa Zanussiego i w 1986 Jezioro Bodeńskie reż. Janusza Zaorskiego.
W 2016 nagrodę Srebrnego Lamparta dla najlepszego aktora otrzymał Andrzej Seweryn za rolę w filmie Ostatnia rodzina Jana P. Matuszyńskiego.